# 24 декември
24 декември е 358-ият ден в годината според григорианския календар (359-и през високосна година). Остават 7 дни до края на годината.

## Събития
- 1161 г. – Уилям I става крал на Шотландия.
- 1717 г. – В резултат на ураган откъм Северно море са наводнени обширни територии от Нидерландия, Дания и Германия, загиват между 11 500 и 14 000 души.

- 1801 г. – Направена е демонстрация на първия пътен локомотив в света с парен двигател, произведен същата година от Ричард Тревитик.
- 1814 г. – В Гент е подписан мирен договор, който слага край на Британско-американската война.
- 1818 г. – В Оберндорф край Залцбург за първи път е изпълнена коледната песен Тиха нощ, свята нощ.
- 1865 г. – Ветерани от Гражданската война в САЩ създават организация Ку Клукс Клан, която впоследствие се превръща в расистка.
- 1871 г. – Състои се световната премиера на операта „Аида“ на италианския композитор Джузепе Верди в Кайро с голям успех.
- 1912 г. – При експлозия в предприятие на Хокайдо (Япония) загиват 245 души.
- 1924 г. – Албания е обявена за република.
- 1940 г. – В България е приет Закон за защита на нацията, с който се забраняват обществените организации и се поставя началото на антисемитизма като държавна политика.
- 1946 г. – Обявено създаването на Четвъртата френска република.
- 1951 г. – Либия обявява национална независимост.
- 1952 г. – С Постановление № 922 на Министерския съвет се създава Главно управление на пътищата към Министерския съвет.
- 1962 г. – Куба връща на САЩ 1100 военнопленници срещу хранителни продукти.
- 1968 г. – Програма Аполо: Астронавтите на космическия кораб Аполо 8 стават първите хора осъществили орбитален полет около Луната; те извършват 10 лунни орбити и излъчват Коледен телевизионен сигнал, който става една от най-гледаните телевизионни програми.
- 1971 г. – Полет 508 на LANSA е ударен от мълния и се разбива в района на Пуерто Инка в Перу и убива 91 души. Единствената оцеляла е 17-годишната Джулиан Кьопке, която, докато е закопчана за стола си пада от 3000 м височина в тропическите гори на Амазонка и по-късно е спасена от дървосекачи.
- 1979 г. – Съветският съюз нахлува в Афганистан, за да подкрепи марксиското правителство.

## Родени
- 3 г. – Галба, император на Рим († 69 г.)
- 1166 г. – Джон Безземни, крал на Англия († 1216 г.)
- 1491 г. – Игнаций де Лойола, испански монах († 1556 г.)
- 1745 г. – Бенджамин Ръш, († 1813 г.)
- 1761 г. – Селим III, султан на Османската империя († 1808 г.)
- 1784 г. – Елена Павловна, Велика руска княгиня († 1803 г.)
- 1798 г. – Адам Мицкевич, полски поет († 1885 г.)
- 1799 г. – Иван Селимински, български лекар († 1867 г.)
- 1818 г. – Джеймс Джаул, британски физик († 1889 г.)
- 1822 г. – Матю Арнолд, британски писател († 1888 г.)
- 1824 г. – Петер Корнелиус, немски композитор († 1874 г.)
- 1837 г. – Александър Имеретински, руски офицер († 1900 г.)
- 1837 г. – Елизабет Баварска, императрица на Австрия († 1898 г.)
- 1858 г. – Христо Попконстантинов, български писател († 1899 г.)
- 1861 г. – Иван Хаджиниколов, български революционер († 1934 г.)
- 1863 г. – Христо Станишев, български инженер († 1952 г.)
- 1867 г. – Манол Иванов, български филолог († 1906 г.)
- 1868 г. – Емануел Ласкер, германски шахматист († 1941 г.)
- 1868 г. – Скот Джоплин, американски композитор († 1917 г.)
- 1879 г. – Александрин фон Мекленбург-Шверин, кралица на Дания († 1952 г.)
- 1881 г. – Хуан Рамон Хименес, испански поет, Нобелов лауреат през 1956 г. († 1958 г.)
- 1883 г. – Стефан Ярач, полски артист († 1945 г.)
- 1886 г. – Майкъл Къртис, американски кинорежисьор († 1962 г.)
- 1889 г. – Христо Ясенов, български поет († 1925 г.)
- 1901 г. – Александър Фадеев, руски писател († 1956 г.)
- 1905 г. – Хауърд Хюз, американски предприемач († 1976 г.)
- 1906 г. – Джеймс Хадли Чейс, английски писател († 1985 г.)
- 1910 г. – Фриц Лейбър, американски писател († 1992 г.)
- 1912 г. – Любен Желязков, български актьор († 1998 г.)
- 1913 г. – Иван Костов, български геолог († 2004 г.)
- 1917 г. – Ким Чен Сук, съпруга на Ким Ир Сен († 1949 г.)
- 1922 г. – Ава Гарднър, американска актриса († 1990 г.)
- 1923 г. – Джордж Патън IV, американски генерал († 2004 г.)
- 1925 г. – Чавдар Драгойчев, български хирург († 2000 г.)
- 1927 г. – Мери Хигинс Кларк, американски писателка († 2020 г.)
- 1928 г. – Манфред Ромел, германски политик († 2013 г.)
- 1934 г. – Стиепан Месич, 2-ри президент на Хърватска
- 1940 г. – Джанет Карол, американска актриса († 2012 г.)
- 1943 г. – Пенка Цицелкова, българска актриса († 2010 г.)
- 1943 г. – Годехард Шрам, немски писател
- 1943 г. – Таря Халонен, президент на Финландия
- 1945 г. – Леми Килмистър, британски музикант (Моторхед) († 2015 г.)
- 1949 г. – Вили Райман, германски футболист
- 1951 г. – Любомир Георгиев, български композитор († 2005 г.)
- 1952 г. – Константин Цеков, български музикант (ФСБ)
- 1953 г. – Иван Гранитски, български писател
- 1957 г. – Хамид Карзай, президент на Афганистан
- 1960 г. – Лютви Местан, български политик
- 1960 г. – Марио Събев, български музикант (Бараби Блус Бенд) († 2019 г.)
- 1961 г. – Илхам Алиев, президент на Азърбайджан
- 1961 г. – Уейд Уилямс, американски актьор
- 1964 г. – Дим Дуков, български водещ († 2012 г.)
- 1965 г. – Мартин Аткинс, английски състезател по дартс
- 1970 г. – Еймори Ноласко, американски актьор
- 1970 г. – Николай Табаков, български политик, музикант и художник
- 1971 г. – Рики Мартин, пуерторикански певец
- 1973 г. – Иван Христанов, български политик и икономист
- 1973 г. – Стефани Майър, американска писателка
- 1974 г. – Марсело Салас, чилийски футболист
- 1981 г. – Дима Билан, руски певец
- 1984 г. – Иван Лесев, български футболист

## Починали
- 1524 г. – Вашку да Гама, португалски мореплавател (* 1469 г.)
- 1819 г. – Жан Серюрие, френски маршал (* 1742 г.)
- 1850 г. – Фредерик Бастиа, френски философ (* 1801 г.)
- 1863 г. – Уилям Мейкпийс Такъри, английски писател (* 1811 г.)
- 1872 г. – Уилям Ранкин, шотландски физик (* 1820 г.)
- 1873 г. – Джонс Хопкинс, американски предприемач (* 1795 г.)
- 1881 г. – Янко Мустаков, български композитор (* 1842 г.)
- 1901 г. – Лев Иванов, руски балетмайстор (* 1834 г.)
- 1916 г. – Вацлав Добруски, български археолог от чешки произход (* 1858 г.)
- 1916 г. – Георги Ангелиев, български революционер (* 1832 г.)
- 1918 г. – Йевто Дедийер, сръбски географ (* 1880 г.)
- 1927 г. – Владимир Бехтеров, руски невропатолог (* 1857 г.)
- 1935 г. – Албан Берг, австрийски композитор (* 1885 г.)
- 1942 г. – Франсоа Дарлан, френски военачалник (* 1881 г.)
- 1951 г. – Ячо Хлебаров, български издател (* 1887 г.)
- 1963 г. – Михайло Парашчук, украински скулптор (* 1878 г.)
- 1966 г. – Иван Момчилов, български политик (* 1888 г.)
- 1972 г. – Ернст Кройдер, немски писател (* 1903 г.)
- 1980 г. – Карл Дьониц, президент на Германия (* 1891 г.)
- 1982 г. – Луи Арагон, френски писател (* 1897 г.)
- 1991 г. – Георги Раданов, български актьор (* 1924 г.)
- 1997 г. – Тоширо Мифуне, японски актьор (* 1920 г.)
- 2008 г. – Иван Татарчев, главен прокурор на България (* 1930)
- 2008 г. – Харолд Пинтър, британски писател, Нобелов лауреат (* 1930 г.)
- 2008 г. – Самюъл Хънтингтън, американски социолог (* 1927)
- 2011 г. – Юлий Стоянов, български кинорежисьор (* 1930)
- 2011 г. – Виталий Цешковски, руски шахматист (* 1944 г.)
- 2013 г. – Хелга М. Новак, немска писателка (* 1935 г.)
- 2023 г. - Василис Карас, гръцки певец

## Празници
- Бъдни вечер
- Света преподобномъченица Евгения Римска (Евгени, Евгения, Бистра)
- Свети преподобни Николай Монах